# Siveco
Siveco este o companie de IT din România, înființată în anul 1992.
Compania are ca obiect de activitate dezvoltarea de software.
SIVECO România oferă soluții de eLearning, EAS (Enterprise Application Suite), Document Management, Business Intelligence, eHealth, eGovernment, eAgriculture și eCustoms, în special pentru piața națională și internațională. SIVECO România s-a specializat în execuția de proiecte informatice pentru statul român. În perioada 2011-2015, a fost principalul furnizor de soluții IT pentru statul român, cu 62 de contracte în valoare totală de 430 de milioane de lei. În 2009, SIVECO România a furnizat servicii informatice unor instituții din subordinea Uniunii Europene, iar în 2014 a obținut un contract de unificare a diferitelor website-uri ale Oficiului pentru Publicații al UE.

## Istoric
În iulie 2005, compania americană Intel a achiziționat un pachet de 32,5% din acțiunile Siveco cu 12 milioane de dolari – cea mai mare investiție internațională în industria românească de software de până atunci, conform spuselor Irinei Socol. La sfârșitul anului 2013, managementul SIVECO Romania a răscumpărat integral acest pachet de acțiuni.

## Rezultate financiare
Număr de angajați:
- 2014: 1.000[5]
- 2009: 850[6]

Cifra de afaceri
În anul 2017, compania a avut o cifra de afaceri de 22.45 milioane euro.
În anul 2016, compania a avut o cifra de afaceri de 32 de milioane de euro. 
In anul 2013 compania a avut o cifra de afaceri de 65 milioane euro.
Pozitia pe piață
2014
- Potrivit studiului realizat de International Data Corporation (IDC) în 2014, SIVECO Romania ocupă primul loc pe piața de support software și instalare (11.2%) și pe cea a integratorilor de software (14.3%).
- SIVECO este un jucător foarte important pe piața furnizorilor de soluții IT pentru training și educație cu o cotă de piață de 10.5% și pe cea a aplicațiilor software customizate cu o cotă de piață de 12.5%. De asemenea, SIVECO ocupă o pozitie de top pe piața serviciilor IT cu o cotă de piață de 5.6%.

2013
- Pe piața locală de EAS, SIVECO se află în topul furnizorilor de soluții pentru managementul afacerilor (Enterprise Application Suite - EAS) cu o cotă de piață de 24,9%, conform studiului realizat de IDC în 2013.
- SIVECO este pe primul loc pe segmentul soluțiilor dedicate întreprinderilor - Enterprise Resource Management, cu 26,3% cotă de piață și pe poziții de top pe următoarele segmente: Business Analytics cu 23,6% cotă de piață, Customer Relationship Management - 23,3% și Supply Chain Management - 23,8%.

2007
- În anul 2007, Siveco România avea o cotă de 21% din piața locală de EAS (Enterprise Applications Software - aplicații software pentru afaceri)[8].